# Cedrelopsis longibracteata
Cedrelopsis longibracteata är en vinruteväxtart som beskrevs av J.F. Leroy. Cedrelopsis longibracteata ingår i släktet Cedrelopsis och familjen vinruteväxter. Inga underarter finns listade i Catalogue of Life.